# Künstlervereinigungen deutschsprachiger Künstler aus Böhmen, Mähren und Schlesien vor 1945
Kunstvereine und Künstlervereinigungen deutschsprachiger Künstler aus Böhmen, Mähren und Schlesien existierten vom 19. Jahrhundert bis zum Jahr 1945. Sie verschwanden im Zusammenhang mit der Vertreibung der deutschsprachigen Bevölkerung aus den böhmischen Ländern.
Anfang des 19. Jahrhunderts waren in Böhmen durch künstlerisch interessierte Adlige zunächst Kunstvereine entstanden. Im Jahr 1871 hatte sich in Prag der Künstlerverein Concordia - Verein deutscher Schriftsteller und Künstler in Böhmen (tschech. Spolek německých spisovatelů a umělců v Čechách) gebildet, dessen Mitglieder Maler, Bildhauer, Musiker, Schriftsteller, Journalisten, Gelehrte und Kunstfreunde waren. Ziel des Vereins war die Unterstützung literarischer, journalistischer und künstlerischer Interessen. Gegen Ende des 19. Jahrhunderts wurde dabei immer stärker auf eine konsequente Trennung der Institutionen (Universität, Akademie, Kunstverein) nach der Nationalität geachtet.
Für Böhmen, Mähren und Schlesien, die Länder der böhmischen Krone, lassen sich folgende Kunstvereine bzw. Künstlervereinigungen nachweisen.

## Böhmen

### Gesellschaft patriotischer Kunstfreunde (1796–1918)
Die Gesellschaft patriotischer Kunstfreunde (tschech. Společnost vlasteneckých přátel umění) war ein Verein von adligen Kunstfreunden, der 1796 zur Förderung der Künste von Franz Josef Graf von Sternberg-Manderscheid (1763–1830) (tschech. František Josef ze Šternberka a Manderscheidu) in Prag gegründet wurde. Die Initiative zur Gründung ging vom böhmischen Malers Quirin Jahn (1739–1802) aus. Mitglieder waren meist nur Adlige und einige berufene Künstler, meist bedeutende Professoren an ausländischen Kunstakademien, z. B. Eduard Bendemann aus Düsseldorf, Gabriel Max aus München, Ernest Meissonier aus Paris und Jan Matejko aus Krakau.
Aus der Bildergalerie dieser Gesellschaft und der Modernen Galerie Prag ging 1918 die Nationalgalerie Prag hervor.

### Kunstverein für Böhmen (1835–1945)
Der Kunstverein für Böhmen (tschech. Krasoumná jednota) war ein Verein zur Förderung der Kunst. Er wurde 1835 als Landesverein zur Förderung der bildenden Künste gegründet und entwickelte sich ab 1839 unter der Leitung von Franz Anton II. Graf von Thun und Hohenstein (1809–1870) (tschech. František Antonín II. z Thun-Hohenštejna) zur bedeutendsten Künstlervereinigung in Böhmen.
Weitere Präsidenten des Kunstvereins waren Reichsgraf Albrecht von Kaunitz (1829–1897) (tschech. Albrecht z Kounic) und Karl von Buquoy-Longueval (1854–1911) (tschech. Karel Buquoy-Longueval).

### Verein deutscher bildender Künstler in Böhmen (1895–1920)
Der Verein deutscher bildender Künstler in Böhmen (tschech. Spolek německých výtvarných umělců v Čechách) entstand 1895 durch eine Abspaltung vom Concordia-Verein, erster Obmann wurde Viktor Barvitius. Im Vorbereitungsausschuss waren Alexander Jakesch und Heinrich Jakesch, Emil Orlik und Karl Krattner.
Er stellte das Pendant zum tschechischen Verein bildender Künstler Mánes von 1887 und zum Verein Umělecká beseda von 1863 dar.
Im Jahr 1907/08 schlossen sich die vier Künstler des Vereins Friedrich Feigl, Max Horb, Willi Nowak und Emil Artur Pittermann mit den vier tschechischen Künstlern Emil Filla, Bohumil Kubišta, Otakar Kubín und Antonín Procházka zur Künstlergruppe Osma (Die Acht) zusammen, die sich dem Expressionismus von Edvard Munch verschrieben hatten und stellten in Prag gemeinsam aus.

### Deutschböhmischer Künstlerbund (1908–1920)
Der Deutschböhmische Künstlerbund (tschech. Německočeský umělecký svaz) wurde 1908/09 gegründet, Obmann war der Bildhauer Franz Metzner. Er entstand durch eine Abspaltung vom Verein deutscher bildender Künstler in Böhmen. Die treibenden Kräfte dieser Sezession waren die älteren Künstler unter Karl Krattner und August Brömse.

### Metznerbund (1920–1945)
Der Metznerbund war eine Künstlervereinigung der deutschsprachigen bildenden Künstler in der Tschechoslowakei. Er bestand von 1920 bis 1945 und war nach dem deutsch-böhmischen Bildhauer Franz Metzner (1870–1919) benannt. Er wurde im März 1920 in Teplitz als Verein der deutschsprachigen bildenden Künstler gegründet. Der erste Vorsitzende von 1920 bis 1923 war Karl Krattner, weitere Vorsitzende waren Franz Hartl und Wilhelm Srb-Schloßbauer.
Der Verein gliederte sich in Kreise und zugehörige Ortsgruppen, z. B. für Prag, Reichenberg, Gablonz, Aussig, Teplitz und Karlsbad. Die Ortsgruppe Olmütz bestand seit 1921. Ausstellungen des Metznerbundes fanden 1921 im Künstlerhaus in Brünn und 1927 in Wien statt, weitere wurden in Stuttgart und Mannheim, Aussig, Karlsbad, Reichenberg, Teplitz und Troppau durchgeführt. Die letzte Ausstellung („25 Jahre Metznerbund“) fand 1944 in Prag statt.
Im Jahr 1924 hatte sich die Künstlergruppe Die Woge (tschech. Vlna) gebildet, die sich durch eine Kunstausstellung in der Kunsthalle des Metznerbundes in Reichenberg nachweisen lässt. Mitglieder waren Dominik Brosick (1873–1935), Otmar Fraß von Friedenfeldt (1883–?), Ed. Heintschel-Heinegg, Wilhelm Koch (1892–um 1962), Karl Kolaczek (1898–1959), Oskar Rosenberger und Ernst Seiboth.

### Die Pilger (1920–1923)
Die Gruppe Die Pilger (tschech. Poutníci) spaltete sich im Herbst 1920 unter der Führung von August Brömse vom Metznerbund ab. Im Zeitraum von 1921 bis 1923 gab es mehrere Gruppenausstellungen: Brünn (Künstlerhaus, 1921), Karlsbad (Herbst 1921), Prag (Atelierausstellung, März 1921 und Rudolfinum, 1921 und April 1922) durch den Kunstverein für Böhmen, Böhmisch Kamnitz (Ende 1921) durch den Thomabund, Aussig (Oktober 1922), Prag (Rudolfinum, Februar 1923), Dresden (Kunstsalon Emil Richter, November 1923) und Marienbad.
Auf den Ausstellungen wurden zahlreiche Werke von der damaligen deutschen Abteilung der Modernen Galerie Prag aufgekauft, die sich jetzt im Besitz der Nationalgalerie Prag befinden, z. B. Der Pilger von Maxim Kopf und Wasserpflanzen von Julius Pfeiffer. Von der Gruppe wurden auch Mappen mit Graphikblättern herausgegeben.
Die Arbeiten der Gruppe waren unter dem Einfluss von August Brömse stark vom Symbolismus und Expressionismus geprägt. Die Gruppe orientierte sich besonders nach Dresden, einige Mitglieder hatten an der Dresdner Akademie studiert, wodurch die Gruppe von der Neuen Sachlichkeit beeinflusst wurde.
Als Gäste waren die Künstler Felix Bibus, Mary Duras, Alois Mennel und Artur Ressel an den Ausstellungen beteiligt.

### Die Oktobergruppe (1922–1930)
Die Oktobergruppe, eine Abspaltung vom Metznerbund, veranstaltete ihre erste Ausstellung im Museum in Reichenberg im Oktober 1922 (daher der Name). Gründungsmitglieder waren Erwin Müller, Hans Thuma, Alfred Kunft und Rudolf Karasek. Weitere Ausstellungen fanden 1923, 1926 und 1927 und 1928 in Prag statt. Die Gruppe war auch noch 1930 auf der Internationalen Kunstausstellung in Karlsbad vertreten.

### Verein deutscher Malerinnen in Prag (1921–1937)
Der Verein deutscher Malerinnen Prag (tschech. Pražská pobočka spolku německých umělkyň) bildete sich 1921 in Prag, obwohl ihre Anfänge bis in das Jahr 1904 zurückreichen. Die Leitung lag in den Händen von Hermine Laukota von 1921 bis 1931, Adelheid von Castellain von 1931 bis 1939 und Lili Gödl-Brandhuber ab 1939. Ausstellungen fanden jährlich statt, 1924, 1926, 1928, 1931, 1934 und 1937 in Prag, 1923 und 1935 im Künstlerhaus in Brünn sowie in Teplitz (1933), Olmütz und Ostrau.

### Junge Kunst (1927–1928)
Die Bildung des Vereins Junge Kunst erfolgte unter Maxim Kopf im September 1927 in Prag.
Die einzige Ausstellung mit 18 Künstlern fand unter der Federführung des Kunstvereins für Böhmen im Februar/März 1928 im Rudolfinum in Prag statt. Von den dort gezeigten 95 Arbeiten konnten bisher nur 14 identifiziert werden. Einige Bilder wurden von der Deutschen Sektion der Modernen Galerie angekauft und befinden jetzt in der Nationalgalerie Prag, z. B. das Bild Pierrot, Mädchen und Harlekin von Charlotte Schrötter-Radnitz, Die Tischrunde von Fritz Kausek und das Bild Junge Löwen im Käfig von Alois Rudolf Watznauer. Auf dieses Bild bezieht sich auch der Titel des gleichnamigen Buches von Anna Habánová.

### Prager Secession (1928–1937)
Die Gründung der Prager Secession erfolgte am 22. November 1928 unter der Regie des Malers Maxim Kopf in Prag. Sie ging aus dem Verein Junge Kunst hervor. Die neue Künstlervereinigung verstand sich als Verein der deutschen Kulturgemeinschaft in der Tschechoslowakei. Erster Vorsitzender wurde Maxim Kopf. Mitglieder des Vereins waren etwa 30 Künstler und mehrere korrespondierende Mitglieder sowie über 70 Fördermitglieder (Fabrikanten und Unternehmer). Die Ausstellungen fanden von 1929 bis 1937 jährlich im Haus des Kunstvereins für Böhmen in der Prager Neustadt statt. Hierzu wurden auch zahlreiche Gäste eingeladen, z. B. Karl Hofer, Wilhelm Thöny, Max Beckmann, Oskar Kokoschka, Paul Klee und Georg Kolbe. Die Auswahl der Werke erfolgte durch eine achtköpfige Jury. Zusammen mit dem Metznerbund nahm die Prager Secession 1930 und 1931 auch an den internationalen Kunstausstellungen in Karlsbad teil. Weitere Ausstellungen gab es in Teplitz (Mai 1933) und in Zlin (1936 bis 1938).

### Reichsverband deutscher bildender Künstler in der Tschechoslowakischen Republik (1931–1945)
Im Jahr 1931 war der Reichsverband deutscher bildender Künstler in der Tschechoslowakischen Republik (tschech. Říšský svaz německých výtvarných umělců v České republice) als Dachverband der verschiedenen Künstlervereinigungen gegründet worden. Wegen der politischen Bevormundung traten aber 1933 drei Vereine aus dem Reichsverband wieder aus: Prager Secession, Verband deutscher Graphiker und Metznerbund Gablonz und Reichenberg. Ab 1938 erfolgte die Auflösung bzw. Gleichschaltung der wichtigsten Vereine.

## Mähren

### Mährischer Kunstverein (1882–1944)
Der Mährische Kunstverein (tschech. Moravský umělecký spolek) wurde 1882 gegründet und entsprach dem Kunstverein für Böhmen (Krasoumná jednota).

### Vereinigung deutsch-mährischer bildender Künstler (1909–1921)
Die Vereinigung deutsch-mährischer bildender Künstler Mährens und Schlesiens (tschech. Sdružení německo-moravských výtvarných umělců na Moravě a ve Slezsku) war von 1909 bis 1914 zunächst nur auf Mähren konzentriert, wurde danach aber auf Schlesien erweitert.

### Mährischer Künstlerbund (1913–1918)
Der Mährische Künstlerbund (tschech. Moravský svaz umělců) existierte von 1913 bis 1918.

### Die Juryfreien (1919–1923)
Einige Brünner Kunstfreunde und Künstler gründeten im Jahr 1919 den Verein Die Juryfreien (tschech. Bez komise), um sich von der Vormundschaft der mährisch-wienerischen Jury zu befreien. Der Mährische Kunstverein stellte das Künstlerhaus in Brünn für Ausstellungen zur Verfügung. Diese fanden in den Jahren 1919–1921 und 1923 statt. Die Künstler kamen meist aus Brünn, aber auch aus Olmütz, Troppau, Mährisch-Trübau und Prag, etwa ein Viertel davon waren Frauen. Die Arbeiten zeigten meist einen konservativen Stil. Einige noch vorhandene Werke sind meist in Privatbesitz.

### Vereinigung deutscher bildender Künstler Mährens und Schlesiens „Scholle“ (1922–1937)
Die Vereinigung deutscher bildender Künstler Mährens und Schlesiens Scholle (tschech. Sdružení německo-moravských výtvarných umělců na Moravě - Scholle) mit Sitz in Brünn existierte von 1922 bis 1945/46. Sie knüpfte an den Mährischen Kunstverein und die Vereinigung deutsch-mährischer Künstler (1909–1914) an. Den Vorsitz des Vereins hatte der Maler Carl Maria Thuma (1870–1925) übernommen. Die Ausstellungen erfolgten von 1921 bis 1937 unter der Ägide des Mährischen Kunstvereins im Brünner Künstlerhaus sowie in Ostrau (im dortigen Künstlerhaus ab 1926), Teplitz, Karlsbad und Prag. Die Scholle hatte in der Brünner Unternehmerschaft großzügige Mäzene.

## Schlesien und die Region Ostrau

### Vereinigung deutscher bildender Künstler in der Tschechoslowakischen Republik (Böhmen und Mähren) (1926–1945)
Die Vereinigung deutscher bildender Künstler in der Tschechoslowakischen Republik (Böhmen und Mähren) - Kunstring Mährisch-Ostrau (tschech. Společenství výtvarných umělců Slezska - Kruh umění, Moravská Ostrava) bestand von 1926 bis Juli 1945 unter den Vorsitzenden Theodor Malléner (Bildhauer) von 1926 bis 1935 und Karl Harrer (Maler) von 1935 bis 1938.

### Vereinigung bildender Künstler Schlesiens in Troppau (1919–1945)
Die Vereinigung bildender Künstler Schlesiens in Troppau (tschech. Společenství výtvarných umělců Slezska v Opavě) wurde 1919 gegründet. Vorsitzende waren Adolf Zdrazila ab 1919 und Otto Schweigl ab 1938.

## Örtliche Vereine
- Künstlerbund Niederland (tschech. Šluknovský výběžek) (1920–1930), danach als Gaubildungsverband Niederland (tschech. Župní vzdělávací svaz Nizozemska) (1930–?)
- Die Gemeinschaft, Verband der Kunstfreunde in Aussig (tschech. Společenství, Svaz přátel umění) (1921)
- Verein für Kunstpflege (tschech. Umělecký okrašlovací spolek)
- Ring – Verband akademischer Graphiker Aussig (tschech. Kruh – Svaz akademických grafiků) (1928–?)
- Olsabund Těšín (tschech. Svaz Olše)
- Maigruppe, Karlovy Vary (tschech. Skupina Květen)
- Oskar Kokoschka-Bund (1937–1938)
- Gesellschaft der Kunstfreunde in Olmütz (tschech. Společnost přátel umění v Olomouci)
- Freie Vereinigung bildender Künstler Schlesiens (tschech. Volné společenství výtvarných umělců ve Slezsku) (1926–1943)
- Ostrauer Kunstverein mit Sitz in Mährisch-Ostrau als Verein der Kunstliebhaber und -sammler (1926–1935/39)

### Thoma-Bund
Der Thoma-Bund, benannt nach dem Maler Hans Thoma (1839–1924), war eine Vereinigung deutscher Kunstfreunde in Böhmisch Kamnitz, der 1920 von 
Karl Ramisch, Emanuel Hegenbarth (1868–1923), Josef Hegenbarth (1884–1962), Rudolf Emanuel Karsch, Josef Rolf Knobloch, Anton Ohme und Hugo Siegmüller (1889–1958) gegründet wurde und 1938 aufgelöst wurde (tschech. Sdružení německých přátel umění v České Kamenici).
Siehe auch: Reichsverband bildender Künstler Deutschlands